# Paul-Anders Paulson
Paul-Anders Paulson, folkbokförd Paul Anders Folke Paulson, född 3 november 1962 i Slottsstadens församling i Malmö, död 30 juli 1991 i Välluvs församling i dåvarande Malmöhus län, var svensk politiker (folkpartist). Han var ordförande i Liberala studentförbundet mellan 1986 och 1988.
Han var son till direktören Paul-Eric Paulson och Inger Berggren. Paul-Anders Paulson är begravd på Välluvs kyrkogård.